# Кировский областной краеведческий музей
Кировский областной краеведческий музей имени П. В. Алабина — один из старейших региональных музеев России, расположенный в городе Кирове (Вятке).

## История

### Создание Вятского публичного музеума

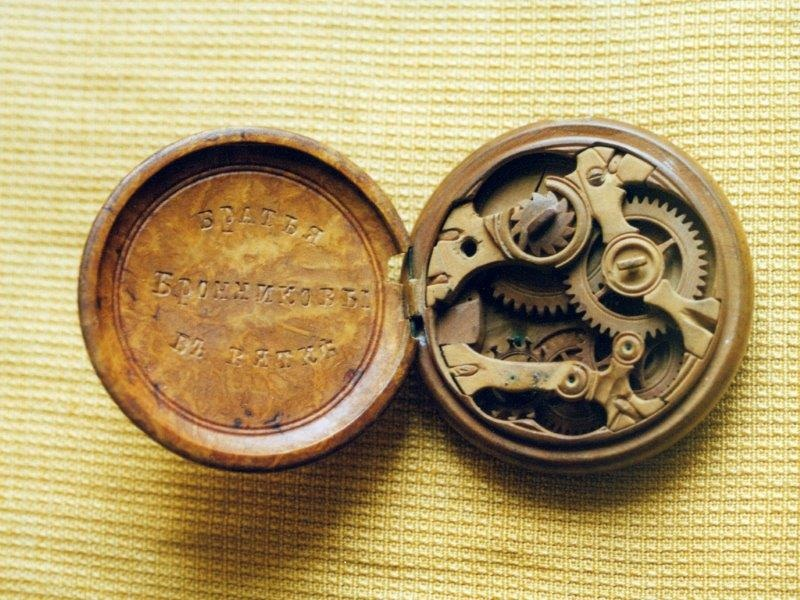
Деревянные часы братьев Бронниковых

В 1837 году в городе Вятке открылась выставка естественных и искусственных произведений Вятской губернии, подготовленная А. И. Герценом и приуроченная к приезду великого князя Александра Николаевича (будущего императора Александра II). Наследнику престола Российской империи выставка понравилась, он приобрел некоторые предметы, в частности, деревянные карманные часы мастера Семена Бронникова, несколько каповых шкатулок, паровую кастрюлю, «для карандашей станок», «две машинки для чинения перьев» с Воткинского завода. Данная выставка послужила толчком к открытию музея в Вятской губернии, став одной из основ будущего Вятского публичного музеума.
13 июля 1863 г. в «Вятских губернских ведомостях» была опубликована записка управляющего делами Вятской публичной библиотеки П. В. Алабина «О необходимости устроить при Вятской публичной библиотеке публичный музеум». Материалы статьи были озвучены им и на заседании попечительного комитета библиотеки.
В разные концы России — по официальным инстанциям, коллекционерам, специалистам — отправлялись письма с просьбой о помощи в организации Вятского публичного музеума. В итоге в пользу музеума поступило большое количество уникальных предметов, положивших начало его богатейших коллекций, а также денежные средства в сумме более 2,7 тыс. руб. Устроителями музея закупалась необходимая мебель, уникальный микроскоп, отдельные экспонаты.
8 мая 1864 г. Александр II пожаловал богатую минералогическую коллекцию в количестве 645 образцов, стоимостью 423 руб. 32 коп., из фондов музея Горного института «с отнесением издержек на отправление коллекции в Вятку на счет сумм горного ведомства».
В целом на момент открытия музея в его залах насчитывалось около 7 тысяч экспонатов.

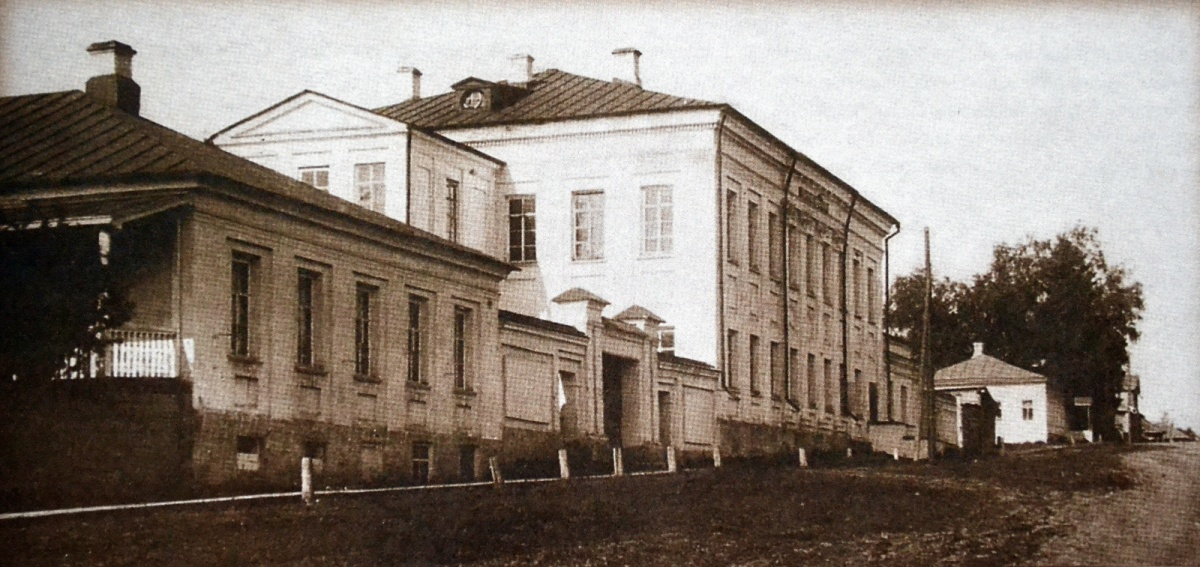
Здание Вятской публичной библиотеки и музеума

### Музей во второй половине XIX — начале XX в.
Открытие Вятского публичного музеума состоялось 22 января (3 февраля) 1866 г. На торжестве присутствовало более 200 человек, в том числе вятский губернатор генерал-лейтенант В. Н. Струков, епископ Вятский и Слободской Агафангел (Соловьев), флигель-адъютант императора, гвардии ротмистр граф Н. Ф. Орлов-Денисов.
Первое время музей существовал при Вятской публичной библиотеке, занимая несколько её залов на ул. Копанской, и открывался для посетителей три раза в неделю, с 10 до 13 часов дня. В бесплатные воскресные дни число посетителей доходило до трехсот. Среди первых посетителей музея был юный семинарист, будущий известный художник Виктор Васнецов, в апреле 1866 г. купивший годовой абонемент.
В начале 1874 г. музей был передан земскому училищу Вятского губернского земства. В 1880 году земское училище было преобразовано в реальное училище, а музей — в кабинет наглядных пособий. В 1889 году земское собрание выделило на нужды музея по 500 рублей в год. Заведующим был назначен преподаватель реального училища С. Н. Косарев — селекционер, который явился основателем Вятской опытной станции и работал над выведением нового сорта ржи. Он же являлся учителем естественной истории реалиста Саши Гриневского — будущего великого русского писателя-романтика А. С. Грина. Много лет спустя, намечая основные темы в набросках «Книги воспоминаний», Александр Степанович напишет: «Музей при реальном училище».
Селекционную работу С. Н. Косарева завершил его ученик Н. В. Рудницкий, являвшийся заведующим музеем в 1904—1908 гг. При нём фонды пополнялись новыми коллекциями по природе, археологии, этнографии и сельскому хозяйству. В музее был создан небольшой актив из местных исследователей: археолога А. А. Спицына, Н. Г. Первухина, П. М. Сорокина.

### Развитие музея в первой половине XX в.
В послереволюционный период музей, получивший название Вятский губернский музей местного края, значительно укрепил свой научный потенциал. В 1918 году при музее были созданы научная библиотека и естественно-научная лаборатория, открыт кружок юннатов. Свой вклад в развитие музея внес целый ряд крупных советских ученых, в частности, ихтиолог профессор Б. С. Лукаш (был директором музея в 1924—1929 годах), минеролог и почвовед профессор П. А. Земятченский. В 1919 году началась музейная карьера А. Д. Фокина — подвижника вятского музея, пришедшего на работу на должность младшего лаборанта ботанического кабинета и проработавшего с перерывами на должностях заведующего кабинетом, начальника отдела, заместителя директора по научной части, научного сотрудника и главного хранителя фондов вплоть до 1972 г.
Летом 1920 г. при музее работали одни из первых в стране специализированных курсов подготовки музейных работников. 1920—1930-е гг. были ознаменованы дальнейшей активизацией научной, экспедиционной, фондовой и выставочной работы. В середине 1930-х гг. произошло объединение с Музеем революции, что значительно обогатило фондовые коллекции музея.
Во время Великой Отечественной войны музей был законсервирован. На его площадях разместились общежития рабочих Коломенского паровозостроительного завода (затем здесь формировались новые воинские части).

### Послевоенный период
Вторая половина XX века — время постоянного поступательного развития Кировского краеведческого музея.
В 1945 году научным сотрудником музея стал Л. В. Дьяконов, впоследствии — известный кировский писатель. Леонид Васильевич работал над созданием музейного «фольклария» — собрания записей вятского фольклора. К 1950 г. результатом этого труда стал сбор более 50 тысяч текстов — пословиц, поговорок, песен, загадок, частушек.

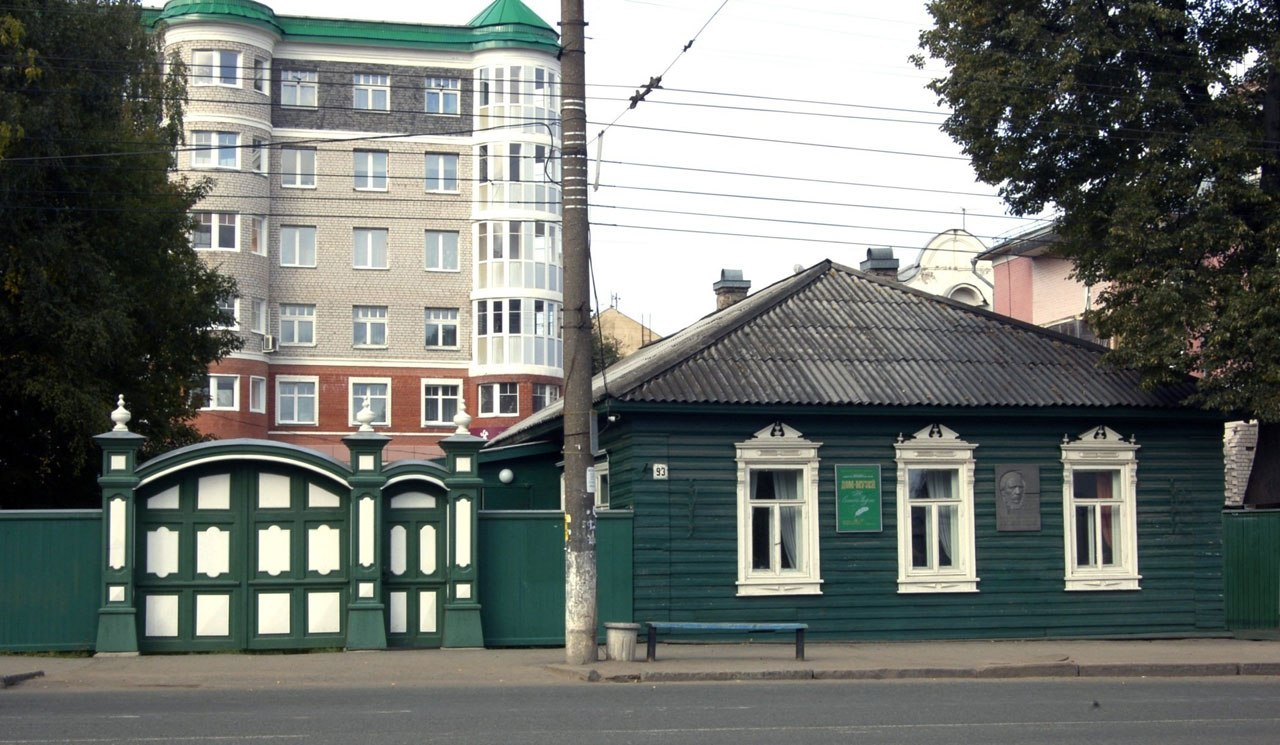
Здание дома-музея М. Е. Салтыкова-Щедрина

В музее постоянно работали новые выставки, периодически расширялась и постоянная экспозиция. Так, в 1955 году для посетителей была открыта экспозиция отдела досоветской истории. При музее действовала фотолаборатория, ученый совет, долгие годы возглавляемый профессором Кировского государственного педагогического института им. В. И. Ленина А. В. Эммаусским. Музей выступал в качестве организатора экспедиций, вел активную научную работу, собирались воспоминания участников революции 1917 г., Гражданской и Великой Отечественной войн.
В конце 1960-х гг. по всей области началось масштабное строительство новых музеев. Сотрудники музея приняли участие в восстановлении музея Ф. Э. Дзержинского в селе Кай Верхнекамского района, создании дома-музея маршала Советского Союза И. С. Конева в селе Лодейно Подосиновского района.

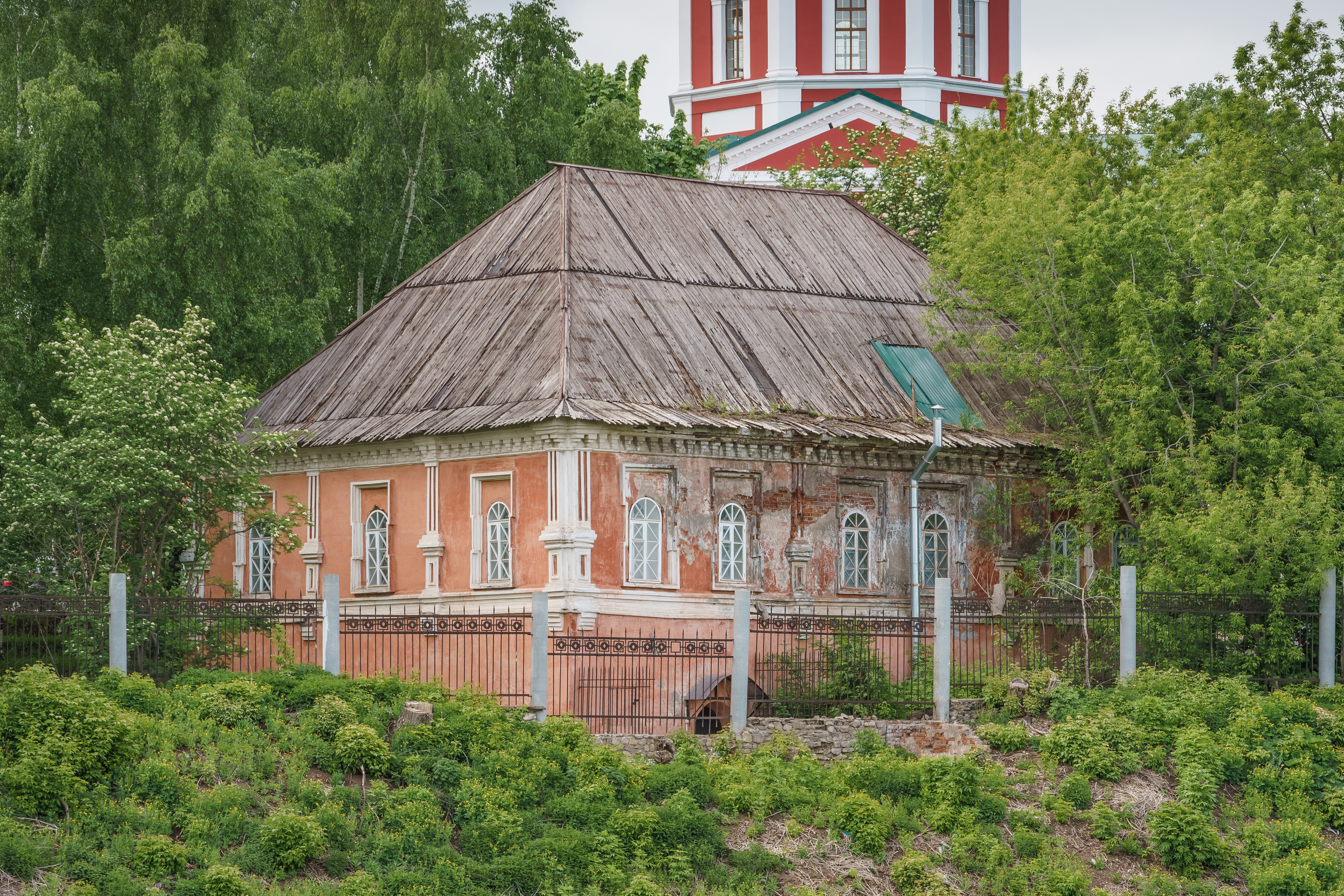
Здание музея «Приказная изба»

В 1968 году в г. Кирове в доме, где с 1848 по 1855 г. жил в ссылке сатирик М. Е. Салтыков-Щедрин, состоялось торжественное открытие литературного музея — филиала областного краеведческого музея. Его создание велось по инициативе известного библиофила и краеведа Е. Д. Петряева. Впоследствии учреждение было преобразовано в дом-музей М. Е. Салтыкова-Щедрина.
К ноябрю 1977 г. была смонтирована постоянная музейная экспозиция, посвященная истории развития народного прикладного искусства Вятки, в одном из старейших гражданских зданий города — Приказной избе (ныне музей «Вятские народные художественные промыслы» — отдел Кировского областного краеведческого музея). В декабре того же года начала работу кировская Диорама, полотно которой посвящено установлению советской власти в городе Вятке. Авторами диорамы выступили заслуженный деятель искусств РСФСР А. И. Интезаров и Н. Н. Соломин — ныне народный художник России. Их совместное творчество было отмечено золотой медалью имени М. Б. Грекова. В 1981 году архитектору Диорамы А. П. Павлову, скульптору В. А. Сонину, живописцу Н. Н. Соломину была присуждена Государственная премия РСФСР.

Здание музея А. С. Грина

В августе 1980 г. состоялось открытие музея известно русского писателя-романтика А. С. Грина, родившегося на территории Вятской губернии. Работа по сбору материала для него была проведена сотрудником музея, краеведом А. В. Ревой. Значительное содействие оказали родственники А. С. Грина, его сестры и племянницы.
В 1988 году по инициативе летчика-космонавта СССР В. П. Савиных в г. Кирове состоялось открытие музея К. Э. Циолковского, авиации космонавтики (ныне это самостоятельный областной музей).
В 1992 году открыл свои двери для посетителей ещё один отдел музея — «Вятская кунсткамера», расположившийся в типичном купеческом особняке конца XIX — начала ХХ вв.

### Современность
В 1989 году была впервые проведена конференция по итогам научно-исследовательской работы музея. В том же году состоялись естественно-научные краеведческие чтения, посвященные проблемам изучения и охраны природы Кировской области. В 1995 году были проведены первые Гриновские чтения, ставшие ныне традиционными. Со временем хорошей традицией стала организация конференций, приуроченных к различным юбилейным датам.
Активно развивается международное сотрудничество кировского музея. В 1996 году на открытии выставки шведского фотографа Л. Тунбьерка присутствовала делегация Швеции, а в 1998—1999 г. в г. Кассель (Германия) демонстрировалась выставка «Марионетки и матрёшки», на которую кировский музей предоставил 114 экспонатов. В 2013 году сотрудники музея участвовали в работе XIV Российско-Финляндского культурного форума.

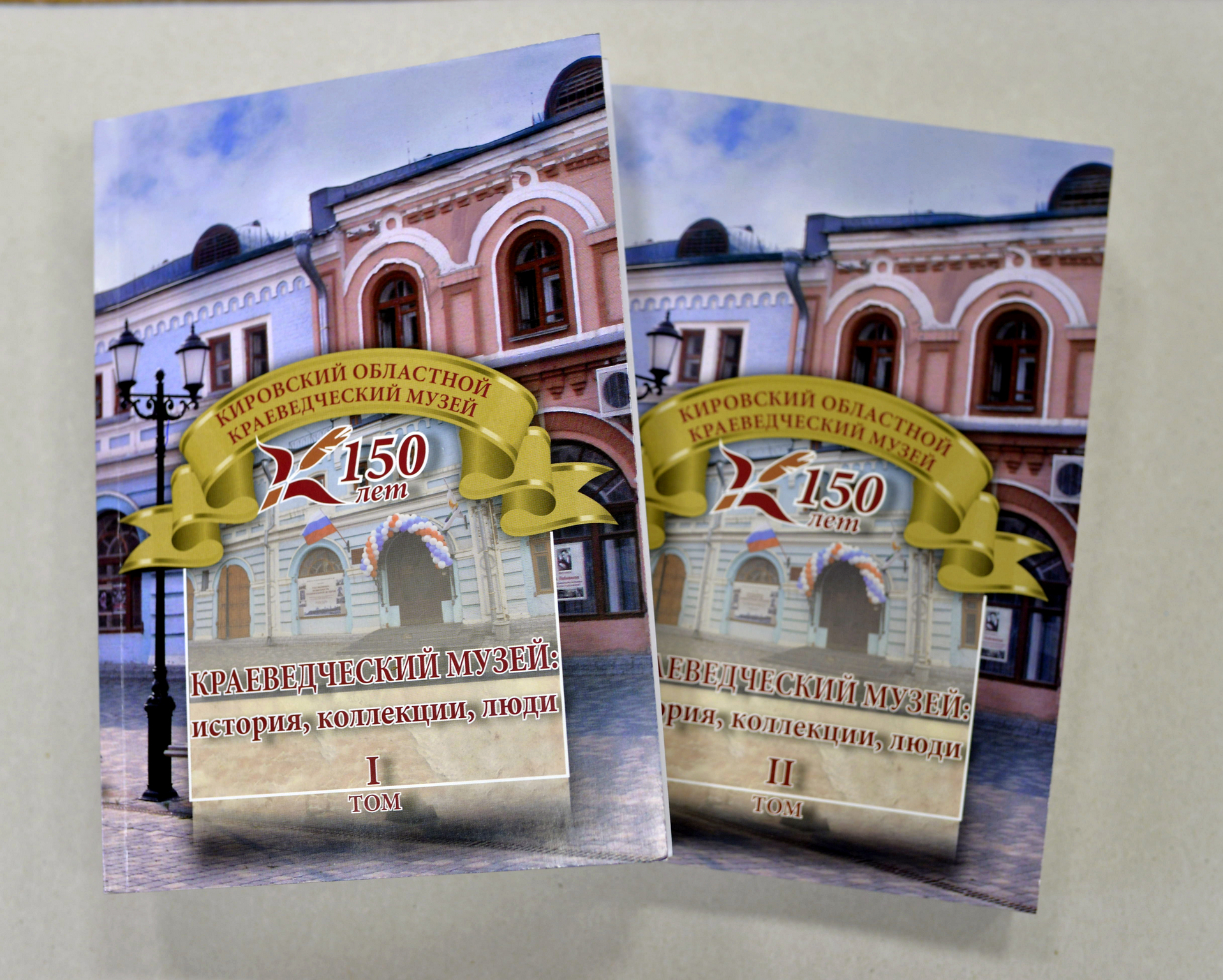
Сборник материалов конференции «Краеведческий музей: история, коллекции, люди»

18 мая 2006 г., к 140-летнему юбилею музея для посетителей было открыто современное главное здание музея, расположенное по адресу ул. Спасская, д. 6. В 2014 году заработал самый молодой на сегодня отдел краеведческого музея — Музей воинской славы. Открытие было приурочено к 25-летию вывода советских войск из Афганистана.
21-22 апреля 2016 г. состоялась Всероссийская научно-практическая конференция «Краеведческий музей: история, коллекции, люди», приуроченная к 150-летию со времени основания Кировского областного краеведческого музея. На конференцию поступило 150 заявок из 30 регионов России и из Республики Беларусь.

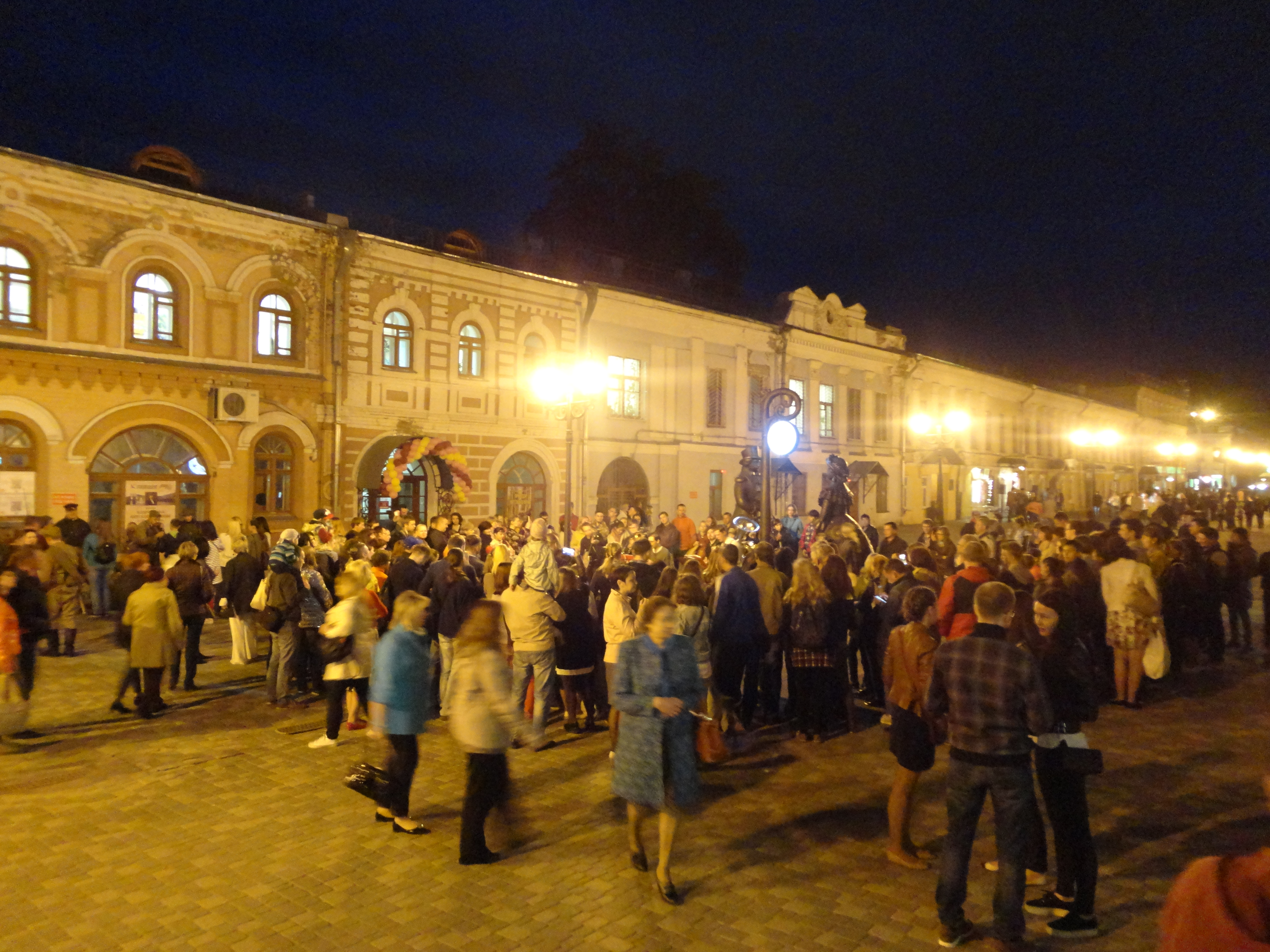
Акция «Музейная ночь», 2016 г.

Кировский областной краеведческий музей — член Союза музеев России. Среди наград учреждения — почетный знак «За активную работу по патриотическому воспитанию граждан Российской Федерации», памятные медали — к 65-летию Победы в Великой Отечественной войне (диплом подписан Президентом РФ Д. А. Медведевым) и «Киров — город трудовой славы», памятный знак «80 лет Кировской области».
В начале XXI в. музей продолжает активно развиваться, принимает деятельное участие в проведении всероссийских акций «Ночь в музее» и «Ночь искусств». Неизменным успехов у кировчан пользуются организованные сотрудниками музея выставки.
С декабря 2022 года носит имя П. В. Алабина.

## Музейные коллекции
Фонды Кировского областного краеведческого музея содержат свыше 250 тысяч музейных предметов, в том числе 159 тысяч единиц основного фонда.
Коллекция археологии хранит материалы раскопок на территории Кировской области, которые отражают все археологические периоды истории бассейна реки Вятки. Древнейшие из них датируются VII тыс. до н. э.

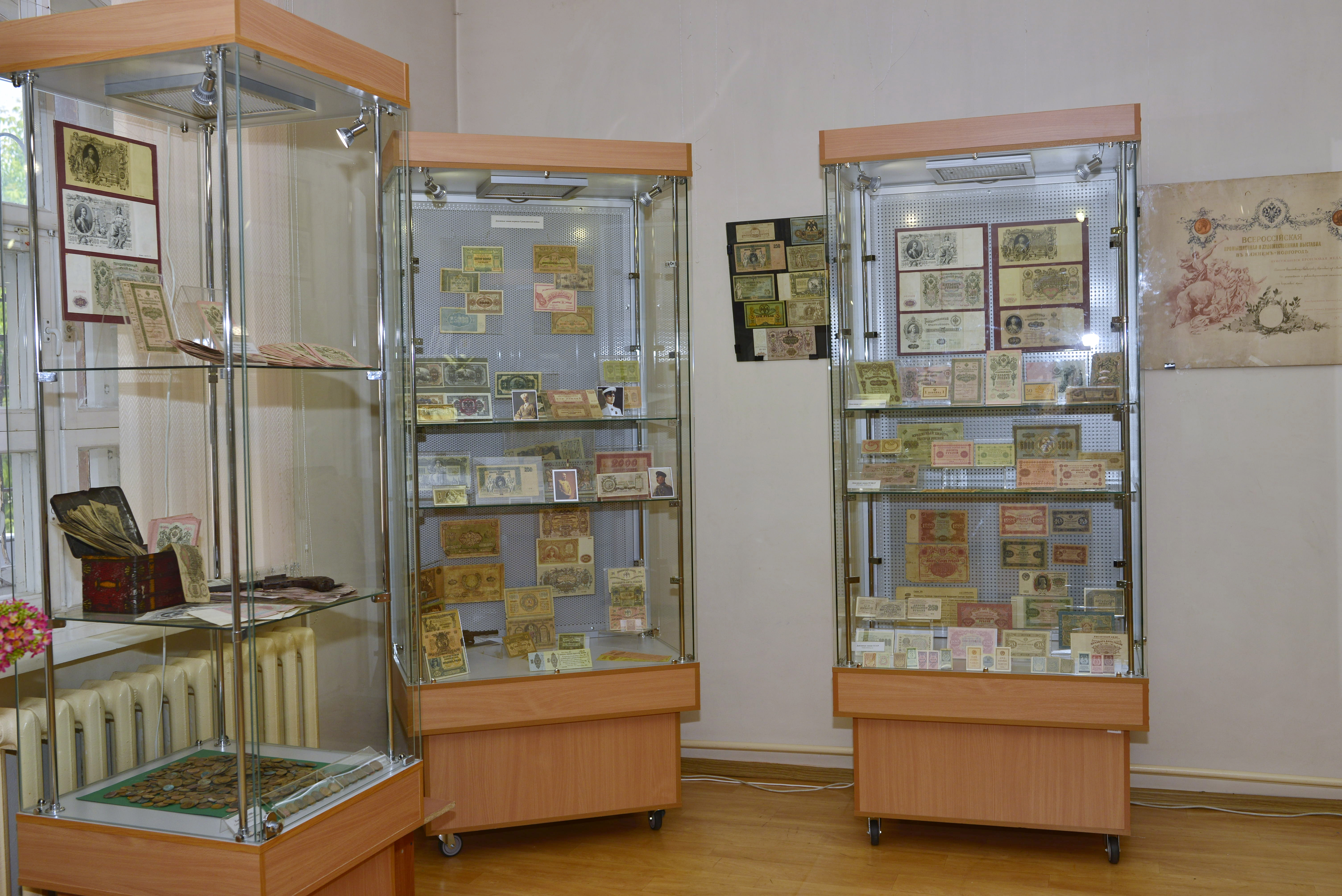
Предметы из нумизматической коллекции

Одно из самых крупных музейных собраний — нумизматическое — насчитывает более 45 тыс. подлинников. Основу собрания составляют монеты, начиная с медных греческих оболов IV в. до н. э. и серебряных гривен Древней Руси XII в., заканчивая монетами и бумажными денежными знаками современной России, в том числе монетные клады VIII—XX вв., обнаруженные на территории Кировской области. Среди наград — Медаль «Золотая Звезда» (СССР) Героя Советского Союза Ф. А. Костина, ордена и медали генерал-лейтенанта Н. Т. Петрухина, спортивные награды многократной чемпионки мира по парашютному спорту Т. Н. Воиновой и других выдающихся представителей Вятской земли. Интересна коллекция медалей, жетонов, значков в память исторических событий XVIII—XX вв.
Большим разнообразием отличается музейное собрание металла: самовары М. Нечаева (г. Вятка), братьев Поповых (г. Слободской), колокольцы братьев Бакулевых, И. Каркина, В. Ситникова (г. Слободской), замечательные изделия из чугуна мастеров Холуницких заводов, орудия труда и инструменты, осветительные приборы, домашняя утварь, а также многое-многое другое.
В коллекции оружия наряду с предметами XIV—XV вв. (одни из первых экспонатов музея — пищали XVI в., палаш 1715 г.), в музее представлено стрелковое и холодное оружие периода Великой Отечественной войны. Особую ценность представляют снайперская винтовка Героя России Н. И. Галушкина, кортик генерал-лейтенанта Н. Т. Петрухина.
Собранные музеем авторские и массовые изделия из дерева, бересты, соснового корня, ивовой лозы, капа позволяют судить о высоком мастерстве вятских умельцев, а коллекция деревянной игрушки производства местных артелей 1920—1930-х гг. считается одной из самых интересных в стране.
Собрание текстиля составляют коллекции национального костюма народов, населяющих Вятскую землю: русского, удмуртского, марийского, татарского, коми XVIII—XX вв., образцов лицевого и орнаментального шитья XIX в., ткачества, вышивки, кружева XIX—XX вв. Бережно сохраняются в музее мемориальные вещи выдающихся земляков: гимнастерка С. М. Кирова и полотенце, вышитое им в г. Уржуме в подарок воспитательнице приюта; парадные кители Маршала Советского Союза, дважды Героя Советского Союза И. С. Конева, Главного маршала авиации, Героя Советского Союза К. А. Вершинина, генерал-полковника, Героя Советского Союза Н. Д. Захватаева. В коллекции кожи широко представлена продукция кожевенно-обувных и меховых предприятий области.
Фототека музея огромна: более 46 тысяч фотоснимков и негативов, датируемых периодом с 1860-х гг., времени появления фотографии на Вятки, до наших дней. На них запечатлены события, люди, места, значимые для истории родного края, работы выдающихся фотомастеров С. А. Лобовикова, А. В. Шишкина, А. В. Скурихина, А. М. Перевощикова, фотолетопись боевого пути 311-й Двинской стрелковой дивизии Д. Ф. Онохина периода Великой Отечественной войны. В коллекции также хранится дагеротипный портрет 1851—1854 гг. ссыльного князя А. П. Енгалычева, вятского сослуживца М. Е. Салтыкова-Щедрина, возможно прототипа Горехвастова из салтыковских «Губернских очерков».
Фонд письменных источников насчитывает 35 тыс. единиц хранения: редкие рукописные и печатные книги XVI—XIX вв., среди которых особо ценны Библия XVI в. первопечатника Ивана Федорова, «История вятчан» и «Вятская флора» 1807—1810 гг. первого вятского историка А. И. Вештомова, регистровая книга коммуны Ла Трините 1791—1795 гг., подаренная музею в 1927 году потомком французских революционеров Марком Бернардоном; а также автографы и документы людей, оставивших след в истории Вятского края и России.

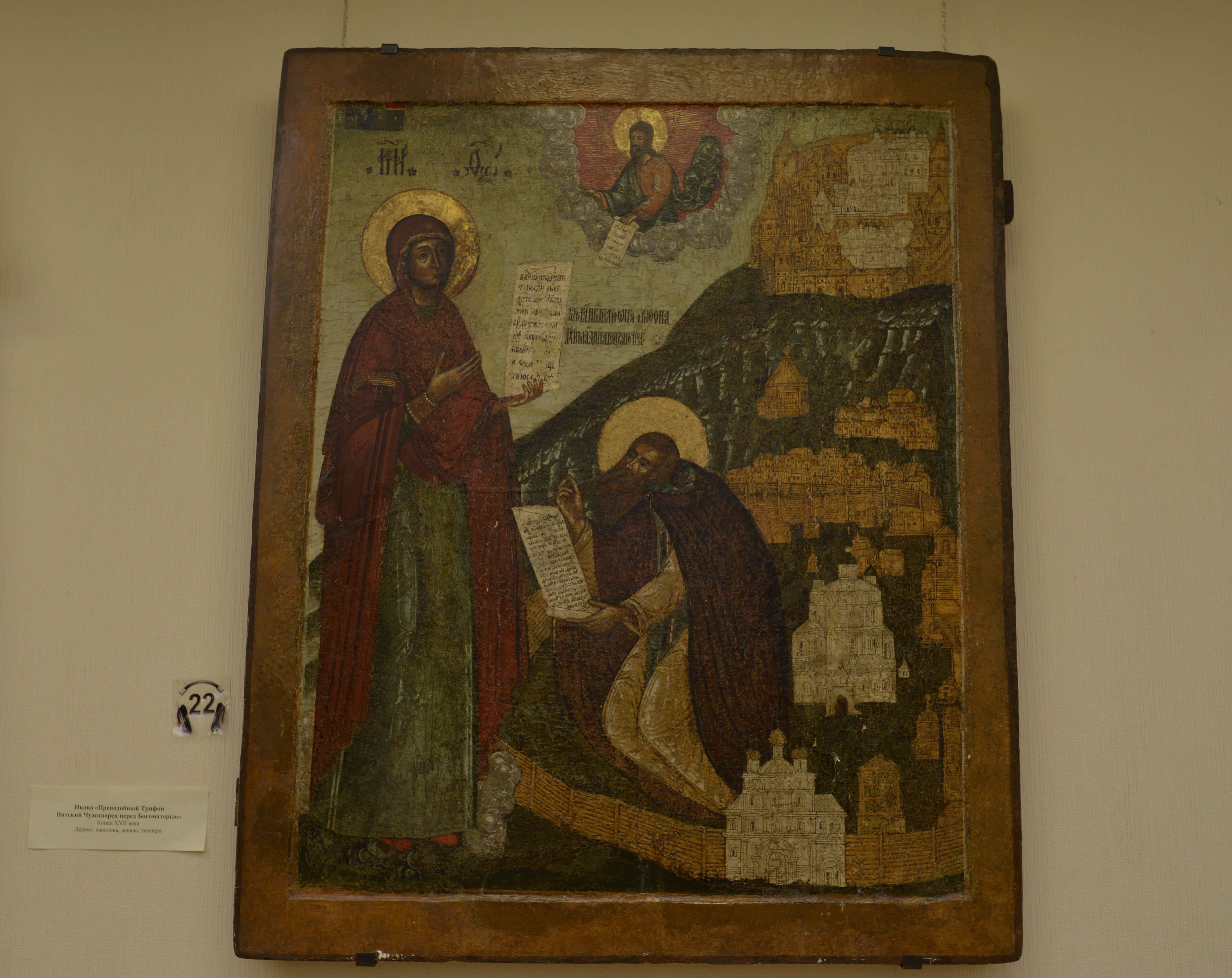
Икона «Преподобный Трифон Вятский перед Богоматерью» в экспозиции музея

Современное собрание изобразительных материалов включает в себя иконы XVII — начала XX в., живописные произведения, авторскую и полиграфическую графику, скульптуру. Особого внимания заслуживают работы вятских иконописцев, среди которых главная ценность — икона XVII в. «Преподобный Трифон Вятский перед Богоматерью». Среди живописных произведений — портрет писательницы М. Е. Селенкиной и этюды В. М. Васнецова, работы Е. Д. Чарушина, М. А. Демидова, А. В. Исупова, С. М. Мезенцева, П. С. Вершигорова, И. А. Широковой и др. Интересна серия этюдов, выполненных живописцами студии военных художников имени М. Б. Грекова А. И. Интезаровым и Н. Н. Соломиным при работе в 1976—1977 гг. над полотном диорамы «Установление Советской власти в г. Вятке» (с 1977 г. полотно экспонируется в МВЦ «Диорама» — отделе Кировского областного краеведческого музея).
В коллекции графики особой ценностью обладают чертежи и рисунки В. М. Васнецова — проекты мебели, которые были воплощены в жизнь его братом Аркадием, талантливым вятским мастером. Мебель, выполненная по этим проектам, ныне является украшением Дома-музея В. М. Васнецова в г. Москве. Интересен самодельный альбом с рисунками учащихся Вятской семинарии, преподнесенный в подарок епископу Лаврентию (Барановичу) в 1787 г. В данной коллекции также хранятся этнографические зарисовки художника-академиста А. В. Фищева, участника музейной экспедиции 1925 г. в Кумёнскую волость Вятской губернии, рисунки и эстампы художника-анималиста Е. И. Чарушина, выполненные им во время эвакуации в г. Киров в годы Великой Отечественной войны, рисунки Кукрыниксов, И. И. Бродского, рисунки и акварели А. И. Деньшина, Н. Н. Румянцева, С. А. Вшивцева, А. Е. Люстрицкого, С. Н. Мезенцева, Т. П. Дедовой, графика А. М. Колчанова. В 1988 году вместе с комплексом других материалов наш знаменитый земляк, солист Большого театра, народный артист СССР А. Ф. Ведерников подарил музею несколько автопортретов в костюмах своих оперных персонажей.
Печатная графика включает более 60 листов плакатов периода Великой Отечественной войны, большую подборку (около 800) открыток с видами г. Вятки и уездных городов губернии конца XIX — начала XX в., коллекцию экслибрисов, спичечных этикеток, марок.

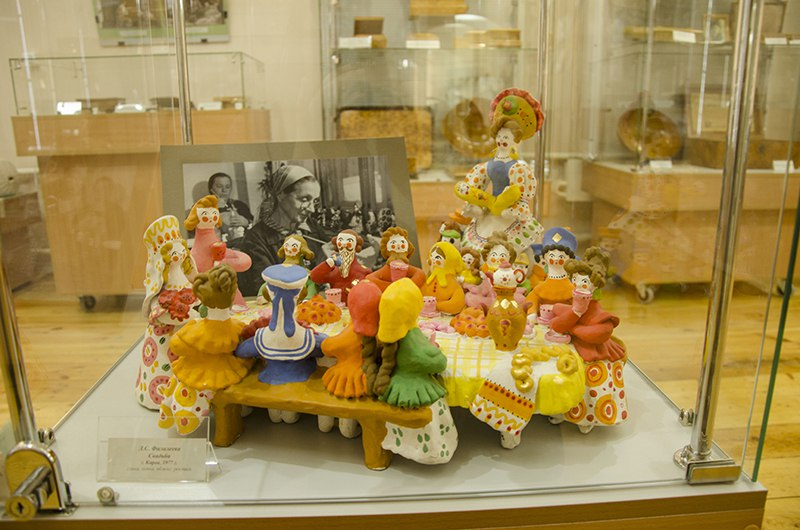
Дымковская игрушка из коллекции Кировского областного краеведческого музея

Коллекция скульптуры содержит работы М. М. Кошкина. Ф. А. Шпак, Н. А. Захваткина, С. И. Крестьянинова, С. Лаптева и, конечно, знаменитую дымковскую игрушку, выполненную известными мастерицами дымковского промысла А. А. Мезриной, О. И. Коноваловой, Е. А. Кошкиной, Е. И. Косс-Деньшиной и др. Фонды музея хранят около 1000 дымковских барынь и кавалеров, зверей и птиц.
Ботаническая коллекция насчитывает более 80 тыс. листов гербарных сборов с 1848 г. по настоящее время — результат трудов И. П. Сележинского, А. И. Кардакова, А. Г. Зубарева, А. Д. Фокина и многих других исследователей. В 1939 и 1941 годах из ботанического музея университета г. Лунде (Швеция) поступили гербарные образцы, собранные в девяти странах Европы и Азии.
Немало находок хранит и палеонтологическая коллекция, наибольшее число которых относится к четвертичному периоду кайнозойской эры. Это фрагменты скелетов вымерших животных: пещерного бизона, мамонта, шерсистого носорога.

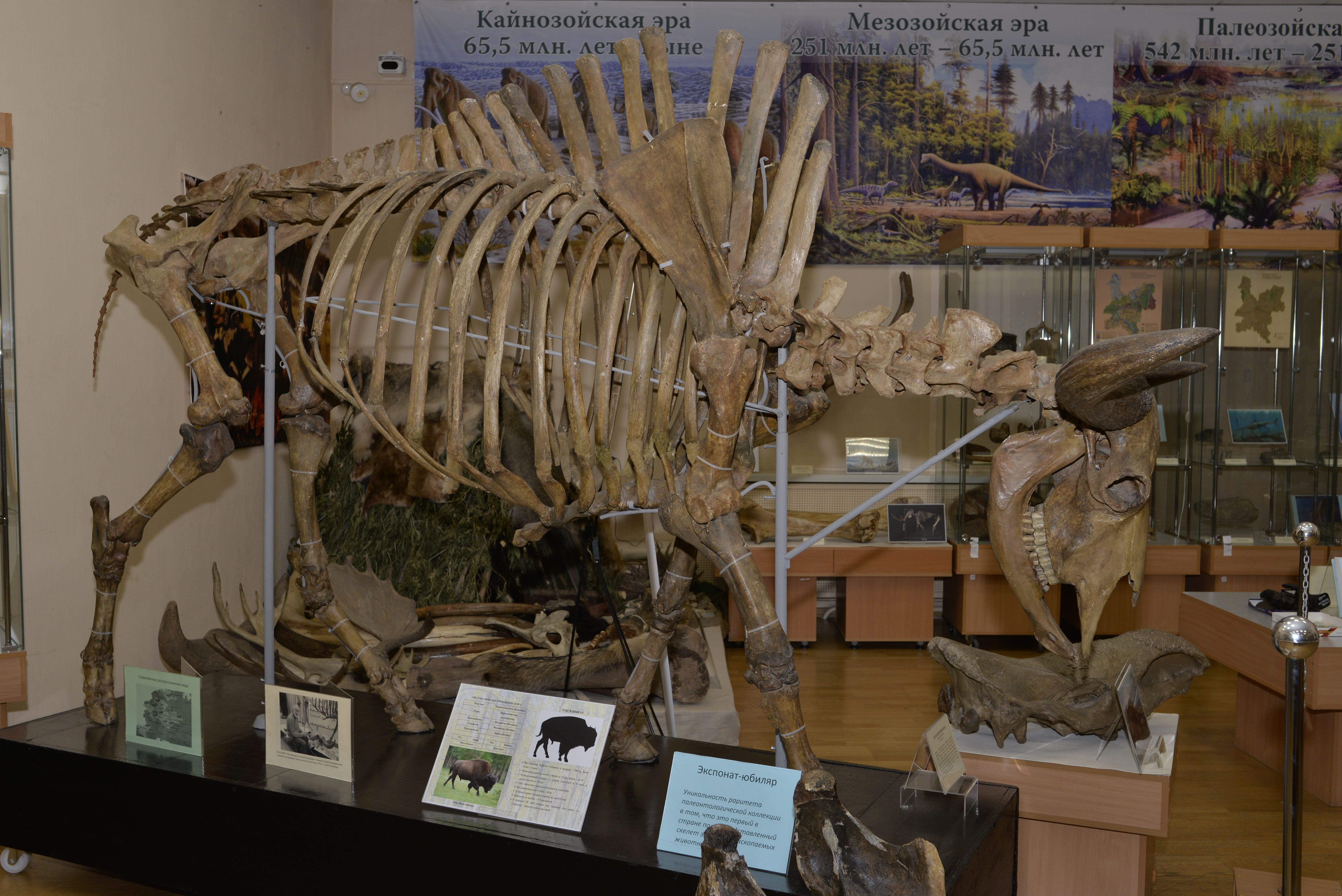
Скелет короткорогого бизона

Жемчужиной палеонтологической коллекции является скелет короткорогого бизона, найденный в июле 1966 г. напротив с. Атары Лебяжского района Кировской области на левом берегу р. Вятки художником областной типографии О. К. Кобельковым. В августе того же года аспирантом Кировского государственного педагогического института им. В. И. Ленина Ю. М. Устюговым были произведены успешные раскопки. Было обнаружено 106 костей, в том числе полный позвоночник (без одного позвонка), нижняя челюсть со всеми зубами, правая сторона верхней челюсти, две конечности с копытами, тазовые кости, чешуя основной кости, части ребер, обломки лицевого скелета. Впоследствии скелет был выслан в г. Ленинград, где кости были реставрированы, а недостающие — смуляжированы в Зоологическом институте АН СССР.
Скелет короткорогого бизона был установлен летом 1969 г. в Кировском областном краеведческом музее выезжавшими для этой цели скульпторами из Ленинградского художественно-оформительского объединения И. Н. Хитровым и А. А. Колокольчиковым. Скелет являлся лучшим образцом из найденных к тому времени в СССР, в настоящее время он — один из наиболее полно представленных скелетов данного вида на территории России (экспонируется в Главном здании Кировского областного краеведческого музея).
Большая часть нашей энтомологической коллекции — результат сборов членов юннатского кружка, действовавшего в музее в 1920—1960-х гг. под руководством А. Д. Фокина.

## Отделы

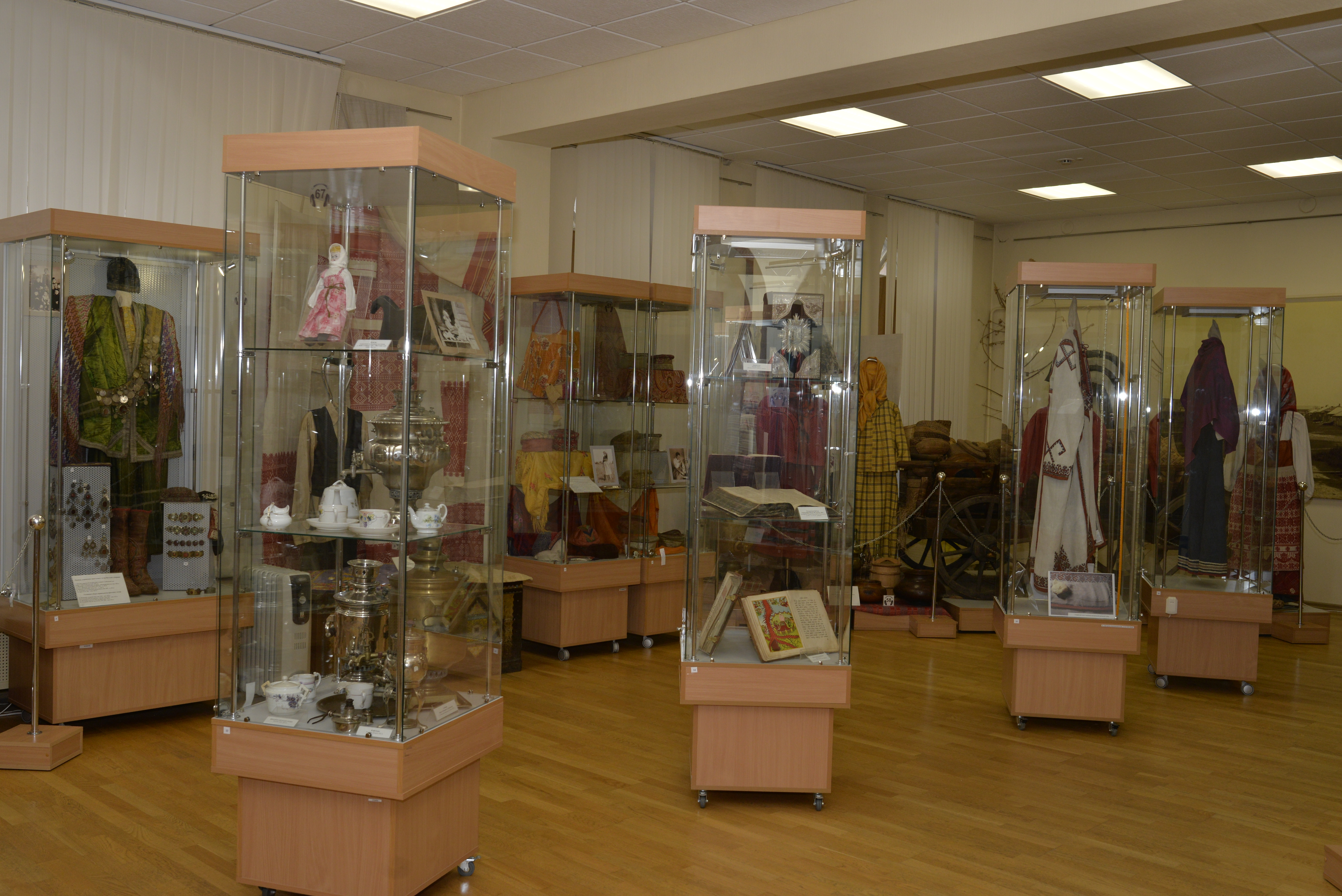
Экспозиция главного здания Кировского областного краеведческого музея

### Главное здание музея (ул. Спасская, 6)
18 мая 2006 г. — в год 140-летия Кировского областного краеведческого музея — открылась экспозиция в здании по ул. Дрелевского (ныне ул. Спасская), 6. Здание бывших торговых рядов (начало XIX в., архитектор Ф. М. Росляков) — объект культурного наследия регионального значения.
Экспозиция «Россия-Вятка: особенности национальной истории» представляет развитие Вятского края с древнейших времен до начала XX в. Особенности расселения древнего человека, начиная с середины каменного века, представлены комплексами различных археологических культур. Здесь показано развитие отдельных компонентов материальной культуры: эволюция техники обработки камня и типов орудий; развитие орудий труда от кремнёвых до железных; украшения, предметы вооружения, глиняная посуда.
Формирование народностей, традиционно населяющих бассейн реки Вятки: марийцев, удмуртов, коми; заселение Вятской земли татарами, русскими; основание городов — все это представлено в экспозиции экспонатами, показывающими динамику и специфику развития Вятского края.
Жизнь крестьян Вятской губернии показана через их традиционные занятия, обряды, праздники. Развитие промыслов, что всегда выделяло Вятскую землю, годичный цикл тяжелого крестьянского труда показаны в фотографиях, домашней утвари, сельскохозяйственных орудиях, интерьерных комплексах. Языческие верования марийцев и удмуртов, сохранение старообрядчества наложило своеобразный отпечаток на традиционных уклад жизни вятских крестьян. Одна из самых ярких черт — торговая жилка населения Вятского края — проявилась в деятельности многочисленного и активного купеческого сословия в городах, в занятиях вятского населения промыслами.
В экспозиции посетители знакомятся с экспонатами, фотографиями XIX в., интерьерными комплексами.
Экспозиция «Природа Вятского края» включает два раздела. Первый показывает геологическое и палеонтологическое прошлое Кировской области в историческом развитии территории и органического мира в палеозойскую, мезозойскую и кайнозойскую эры. В разделе представлены уникальные экспонаты древней жизни на территории Кировской области — реконструированный скелет коротконогого бизона, многочисленные раковины, позвонки водных ящеров, кости мамонтов и многих других животных. Во втором разделе в оформленных диорамах и биогруппах показаны современные животные, растения, грибы, лишайники.

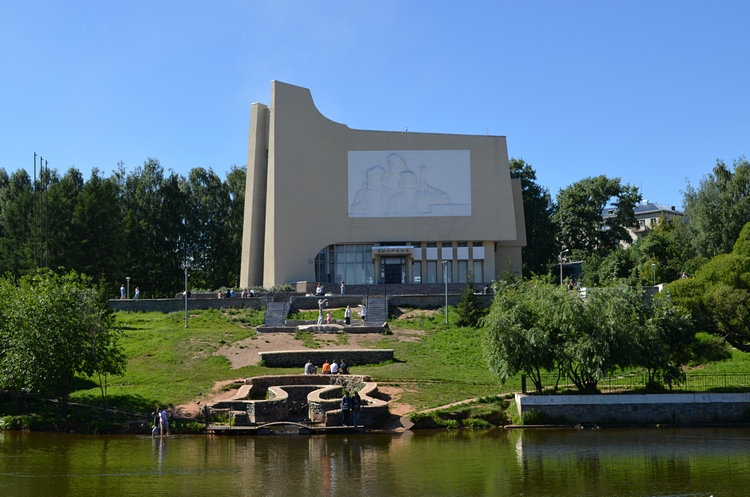
Здание «Диорамы»

### Музейно-выставочный центр «Диорама» (ул. Горького, 32)
Музей-диорама «Вятка. 1917» (с 1998 г. — МВЦ «Диорама») был открыт в декабре 1977 г. к 60-летию Октябрьской революции 1917 г.
Основным композиционным центром полотна диорамы стало изображение тревожных событий декабря 1917 г., происходивших в г. Вятке на перекрестке улиц Николаевской (ныне ул. Ленина) и Спасской.

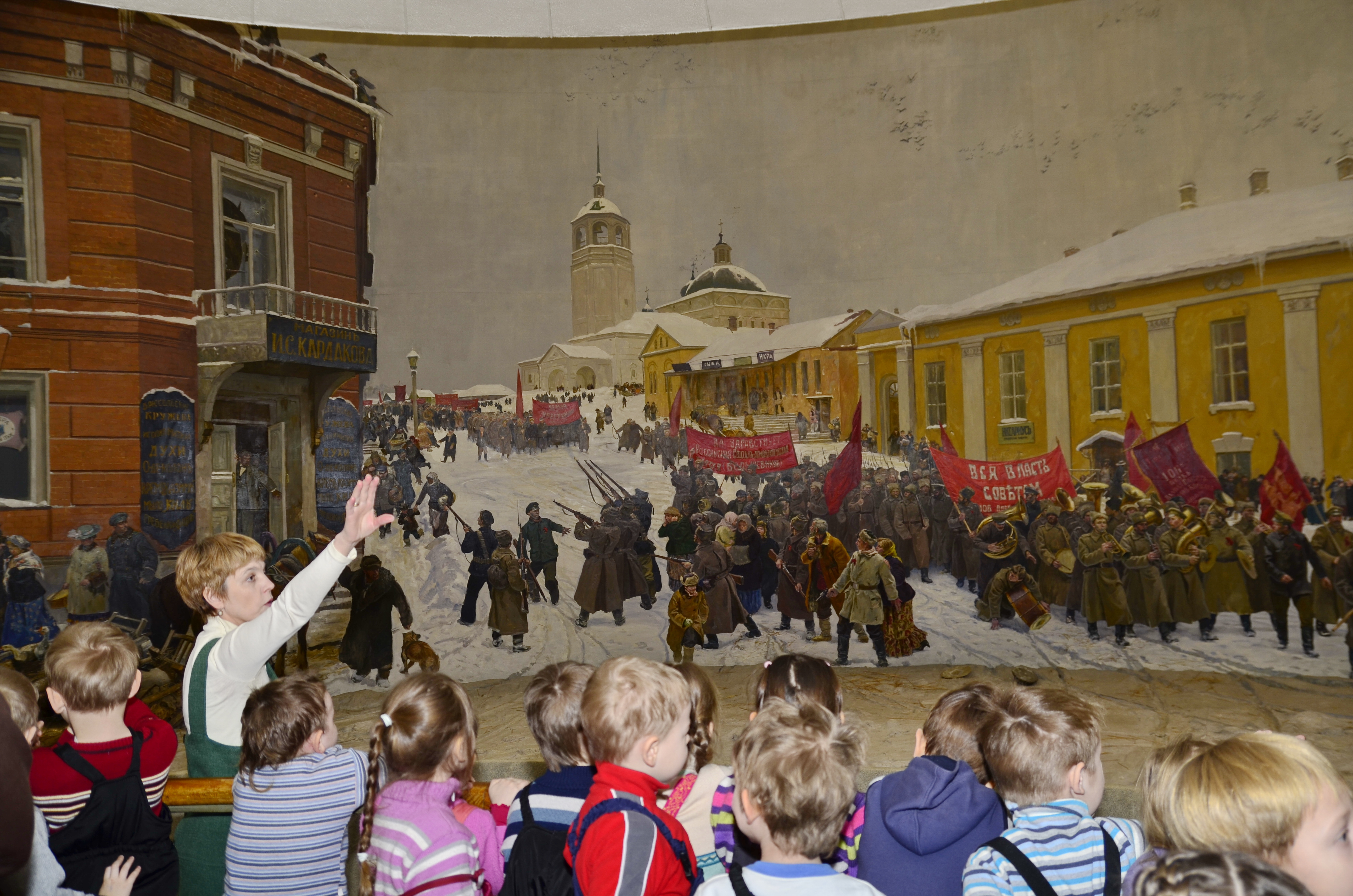
На экскурсии в Диораме

Экспозиция «История Вятки в лицах» рассказывает о дореволюционной Вятке, о жизни купцов и традициях провинциального губернского города.
В МВЦ «Диорама» работает Детский центр. Детский центр является своеобразной лабораторией музейной педагогики, где экскурсии и занятия ориентированы на все возрастные группы — от самых маленьких до учащихся выпускных классов и студентов вузов. Они построены с учётом содержания школьных программ и прекрасно дополняют курсы по природоведению, истории, географии, литературе и краеведению, а рекреационные программы позволяют сделать досуг детей более интересным и познавательным.

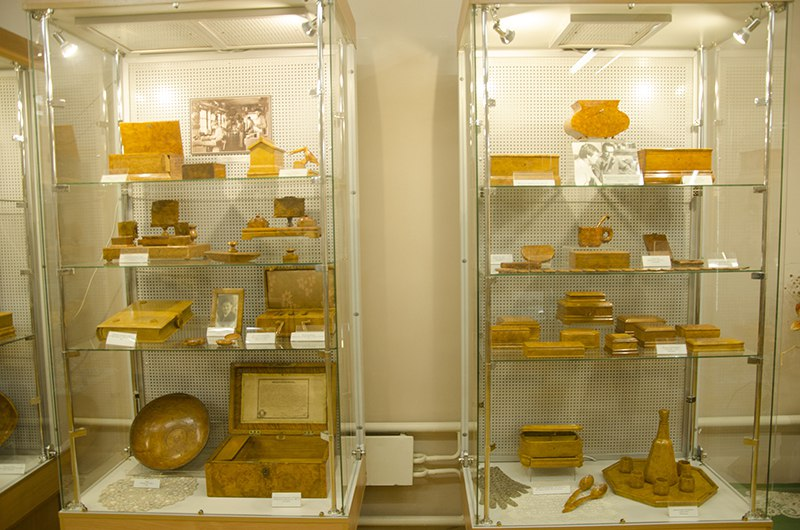
Экспозиция музея «Вятские народные художественные промыслы»

### Музей «Приказная изба» (ул. Спасская, 4Б)
Музей был открыт 11 ноября 1977 г. Здание, в котором он располагался до 01.09.2018, — одно из первых каменных строений гражданской архитектуры города первой половины XVIII в., «Питейная изба» (ул. Спасская 4 Б), объект культурного наследия федерального значения. С 1 сентября 2018 года экспозиция размещается в МВЦ «Диорама» (ул. Горького, 32).
В музее представлены изделия вятских мастеров, составляющие «золотой фонд» Кировского областного краеведческого музея. В Вятской губернии в XIX в. насчитывалось около 70 видов различных промыслов, а по количеству мастеров-ремесленников губерния занимала одно из первых мест в России. На сегодняшний день продолжают существовать традиционные художественные производства: изготовление глиняной игрушки, художественная обработка капа, резьба и роспись по дереву, кружевоплетение. Лучшие образцы этих и других промыслов представлены в экспозиции.
В музее проводятся мастер-классы по народным промыслам.

### Дом-музей М. Е. Салтыкова-Щедрина(ул. Ленина, 93)

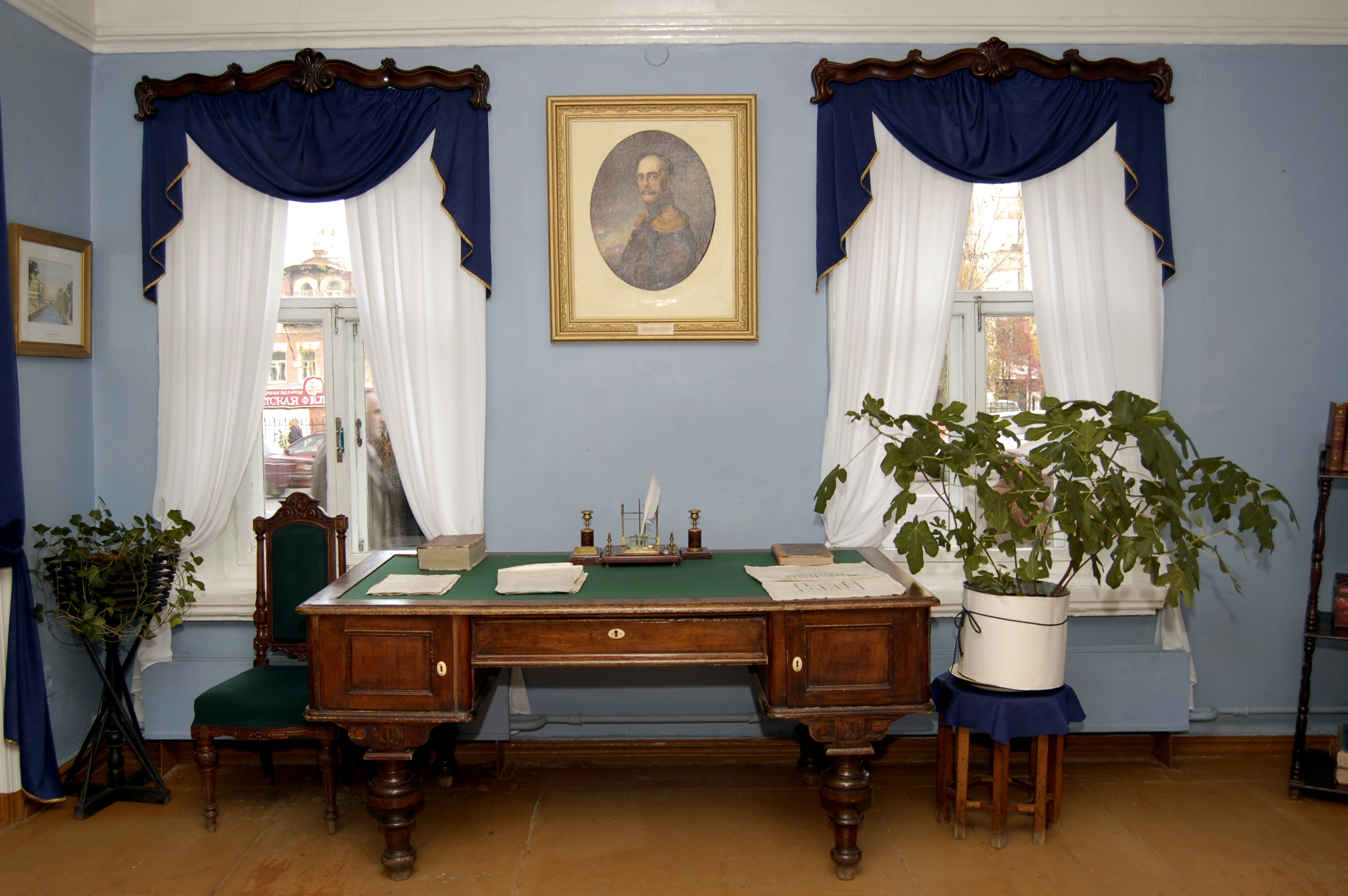
Интерьер дома-музея М. Е. Салтыкова-Щедрина

Одна из страниц культурного прошлого Вятки тесно связана с именем писателя-сатирика М. Е. Салтыкова-Щедрина. Семилетняя вятская ссылка (с 1848 по 1855 г.) стала важнейшей главой биографии писателя. Дом, где поселился М. Салтыков, принадлежал мастеру Медянской бумажной фабрики И. Х. Рашу. Он был построен в 1848 году по типовому проекту, с минимальным количеством комнат: столовая, гостиная, кабинет, спальня, людская. В настоящее время это объект культурного наследия федерального значения.
25 октября 1968 г. в г. Кирове в доме, где в годы ссылки проживал М. Е. Салтыков-Щедрин, открылся литературный музей на общественных началах (с 1971 г. — отдел Кировского областного краеведческого музея).
Основу современной экспозиции составляют подлинные предметы XIX в. из Вятского губернского правления, из архивов вятских знакомых великого писателя. В интерьере первого зала представлены виды Санкт-Петербурга и Вятки, книги, журналы, мебель, предметы быта середины XIX в., копии архивных документов. Во втором зале воссоздана обстановка гостиной: мебель, предметы интерьера, типичные для городской среды того времени. Интерьер третьего зала передает деловой стиль кабинета в квартире вятского чиновника середины XIX в.

### Дом-музей А. С. Грина(ул. Володарского, 44)

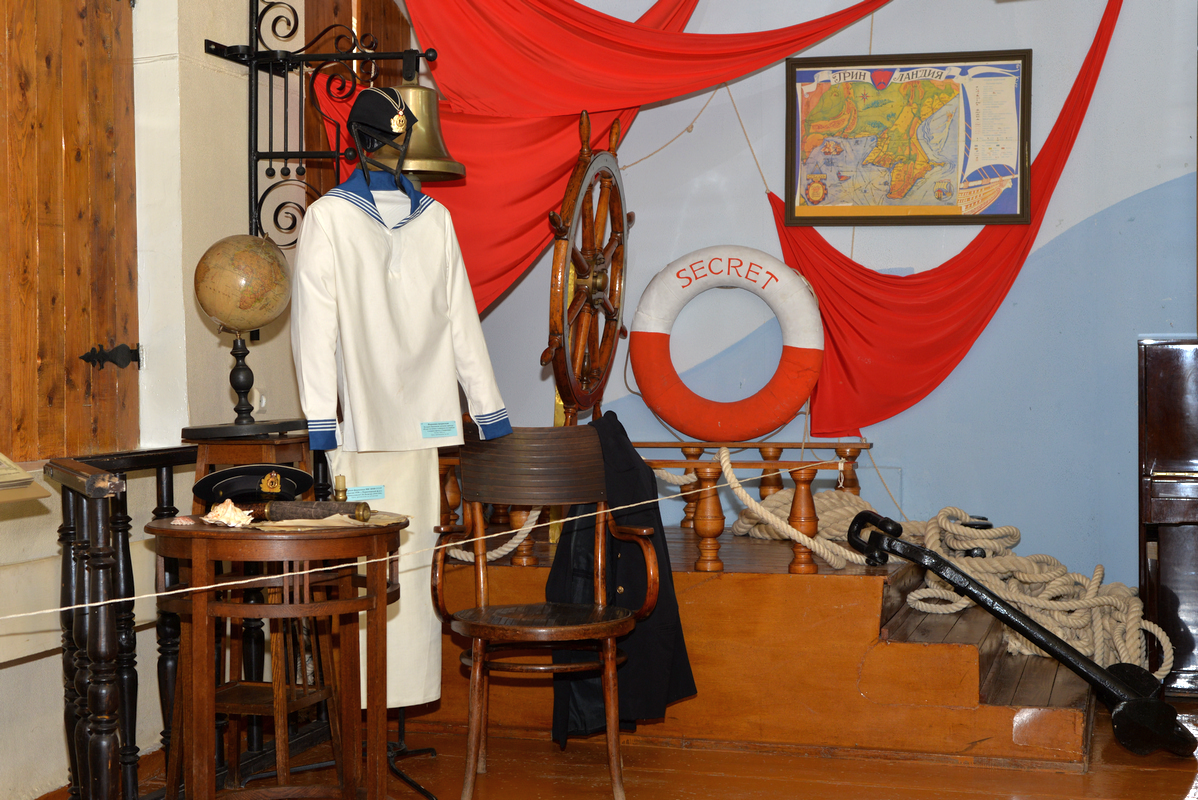
Внутри музея А. С. Грина

Музей открыт 23 августа 1980 г., к 100-летию со дня рождения писателя А. С. Грина (Гриневского, 1880—1932 гг.). Одноэтажный каменный дом с мезонином принадлежал крестьянину А. Г. Морозову. Сейчас — объект культурного наследия федерального значения.
Главным замыслом авторов было стремление показать истоки творчества писателя, духовное становление личности. Большое место в экспозиции отведено детским годам будущего писателя, прошедшим в Вятке.

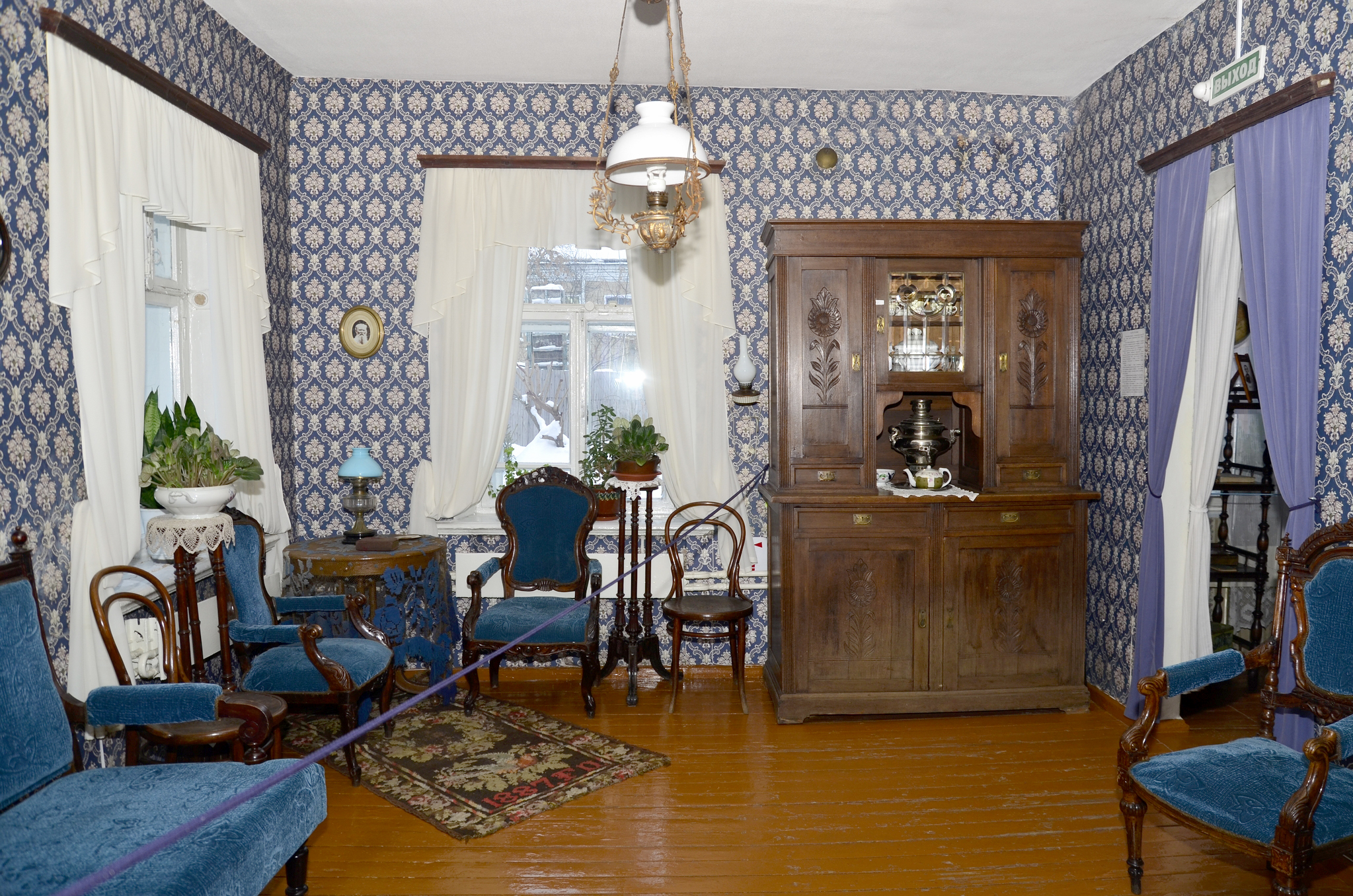
Интерьер музея А. С. Грина

В «детской» и «гостиной» воссоздана типичная для семьи рядового служащего обстановка, где представлены подлинные и мемориальные предметы из семьи Гриневских: мебель, посуда, готовальня, книга, переплетенная Александром Грином, камень яшма, привезенный в подарок отцу. Эти и другие экспонаты раскрывают семейную атмосферу, мир увлечений школьника Саши Гриневского, широту его интересов, стремление к творчеству.
Экспозиция «Жизнь и творчество А. С. Грина» повествует о мире увлечений, интересах, трудных годах скитаний и творчестве писателя. Здесь показаны редкие прижизненные издания книг писателя, журналы с его рассказами, рукописи, документы, фотографии. Центральное место в экспозиции отведено феерии «Алые паруса» (1923) — произведению, ставшему классикой романтизма в отечественной литературе.

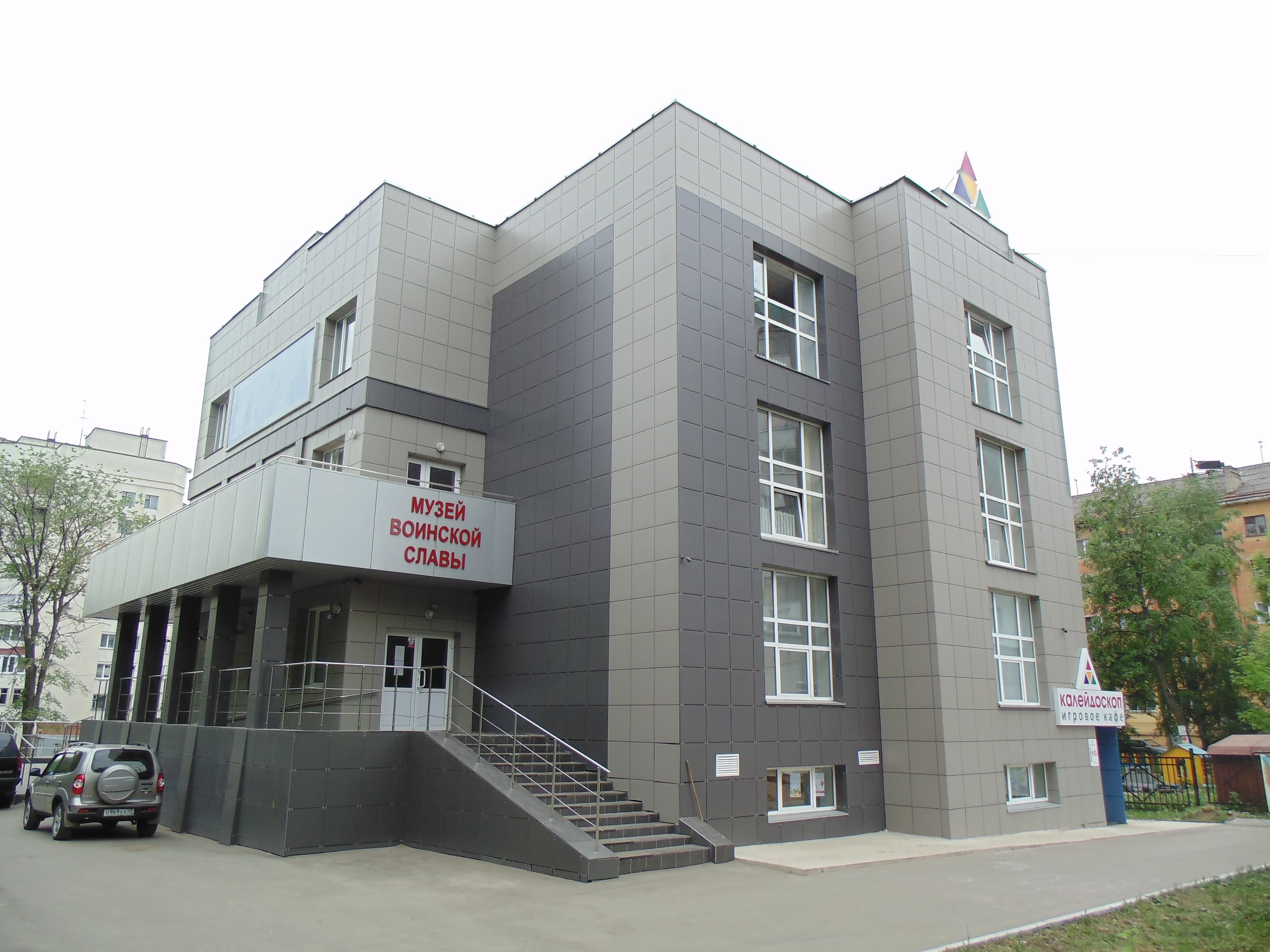
Здание Музея воинской славы, г. Киров

### Музей воинской славы (ул. Красноармейская, 1 а)
Музей открыт 14 февраля 2014 г. к 25-летию вывода советских войск с территории Афганистана.
Экспозицию музея «Страницы ратной доблести» открывает раздел, рассказывающий об участии кировчан Великой Отечественной войне. Большой раздел экспозиции посвящен кировчанам-участникам войны в Афганистане в 1979—1989 гг. Эта часть экспозиции строилась при активном участии ветеранов Афганистана. Экспонатами стали подлинные вещи (документы, фотографии, письма, снаряжение, оружие, личные предметы), которые передали участники боевых действий.

## Издания
- Каталог выставки. Духовная сила Вятки. Возрождённые образы. Киров, 2023. — 51 с.
- Краеведческий музей: история, коллекции, люди (к 150-летию Кировского областного краеведческого музея): сб. статей и материалов: в 2 т. / ред.-сост. М. С. Судовиков, П. Н. Шарабаров. Киров: О-Краткое, 2016.
- Кировский областной краеведческий музей: путеводитель / науч. ред. Т. А. Лебедева. Киров, 2006. — 20 с.
- Дворецкая Т. А. По следам музея: очерки истории Кировского областного краеведческого музея. Киров, 2011. — 168 с.
- Глиняная игрушка России: Буклет к выставке русской глиняной игрушки из коллекций К. А. Миронова, А. В. Быкова, В. А. Быкова и Кировского областного краеведческого музея. Киров, 2009. — 16 с.
- Сокровища вятских музеев (к 145-летию музея) / сост. Л. А. Сенникова. Киров, 2011. — 7 с.
- Кировский областной краеведческий музей: Путеводитель из собраний Кировского областного краеведческого музея / сост. Л. Н. Власова, Г. Г. Гузлаева, Н. Н. Злобина, О. В. Кротова, О. Л. Маклыгина, Е. Н. Махнёва, Н. Ю. Осколкова, Ю. Б. Порфирьев, Л. А. Сенникова. Киров, 2011. — 24 с.
- Музей и дети: методический сборник музейных занятий и мероприятий / под ред. Т. А. Лебедевой (науч. ред.), Л. Н. Власовой, Д. В. Гришина, Н. Ю. Осколковой, Н. Н. Ходырева. Киров: О-Краткое, 2013. — 352 с.
- Улицы старой Вятки: Фото из собрания Кировского областного краеведческого музея, Вятского епархиального архива, церковно-исторического центра Вятской епархии / сост. Л. А. Сенникова. Киров, 2013. — 23 с.
- Александр Грин в экслибрисе: Альбом-каталог коллекции из собрания Кировского областного краеведческого музея / сост. М. А. Махнева. Киров, 2010. — 46 с.
- Веселая потеха…: Альбом-каталог коллекции лубочных картинок в собрании Кировского областного краеведческого музея / сост. Т. А. Лебедева; Кировский областной краеведческий музей. Киров: О-Краткое, 2012. — 240 с.
- В царстве минералов: Альбом-каталог минералов и горных пород их коллекции П. В. Алабина в собрании Кировского областного краеведческого музея / сост. Н. М. Меланина. Киров, 2013. — 160 с.
- Вятка детства и юности А. С. Грина: Каталог в иллюстрациях художника Т. П. Дедовой (по «Автобиографической повести» и «Автобиографии» А. С. Грина) в собрании Кировского областного краеведческого музея / сост. Л. М. Ситникова. Киров, 2012. — 20 с.
- Вятская деревянная игрушка (1920—1930 гг.): Каталог коллекции из собрания Кировского областного краеведческого музея / сост. Е. В. Налесникова. Киров, 2003. — 48 с.
- Вятское кружево в трех веках: Альбом-каталог коллекции кружевных изделий в собрании Кировского областного краеведческого музея / сост. Л. И. Остапенко. Киров: О-Краткое, 2016. — 208 с.
- «Детские игрушки, лошадки, безделушки…»: Альбом-каталог коллекции игрушек из папье-маше в собрании Кировского областного краеведческого музея / сост. Г. Н. Зельфиева. Киров, 2014. — 176 с.
- И львы, и птицы, и цветы… Народная домовая роспись: Альбом-каталог из коллекции Кировского областного краеведческого музея / сост. В. А. Любимов. Киров, 2011. — 160 с.
- Музей на рубеже веков: история, состояние, перспективы: мат-лы международной науч. конф., посв. 140-летию Кировского областного краеведческого музея / науч. ред. Т. А. Лебедева. Киров, 2006.
- Политический плакат периода Великой Отечественной войны 1941—1945 гг.: Каталог коллекции из собрания Кировского областного краеведческого музея / сост. Т. Г. Семакова. Киров, 2005. — 35 с.
- По Салтыковским местам города Вятки: Каталог в иллюстрациях худ. Т. П. Дедовой в собрании Кировского областного краеведческого музея/ сост. Л. Ю. Гулина, Е. А. Петрова, Л. Н. Самохвалова. Киров, 2013. — 20 с.
- Сергей Александрович Лобовиков. Жанры, виды, портрет: Каталог из коллекции собрания Кировского областного краеведческого музея / сост. Л. В. Рыжакова. Киров, 2006. — 52 с.